# 무편목

무편목은 거미강에 속하는 절지동물 분류군이다. 채찍거미, 꼬리없는전갈(Tail-less whip scorpion)으로도 불린다. 한국에는 서식하지 않으며 동남아시아, 남미의 열대우림에 서식한다.

## 형태

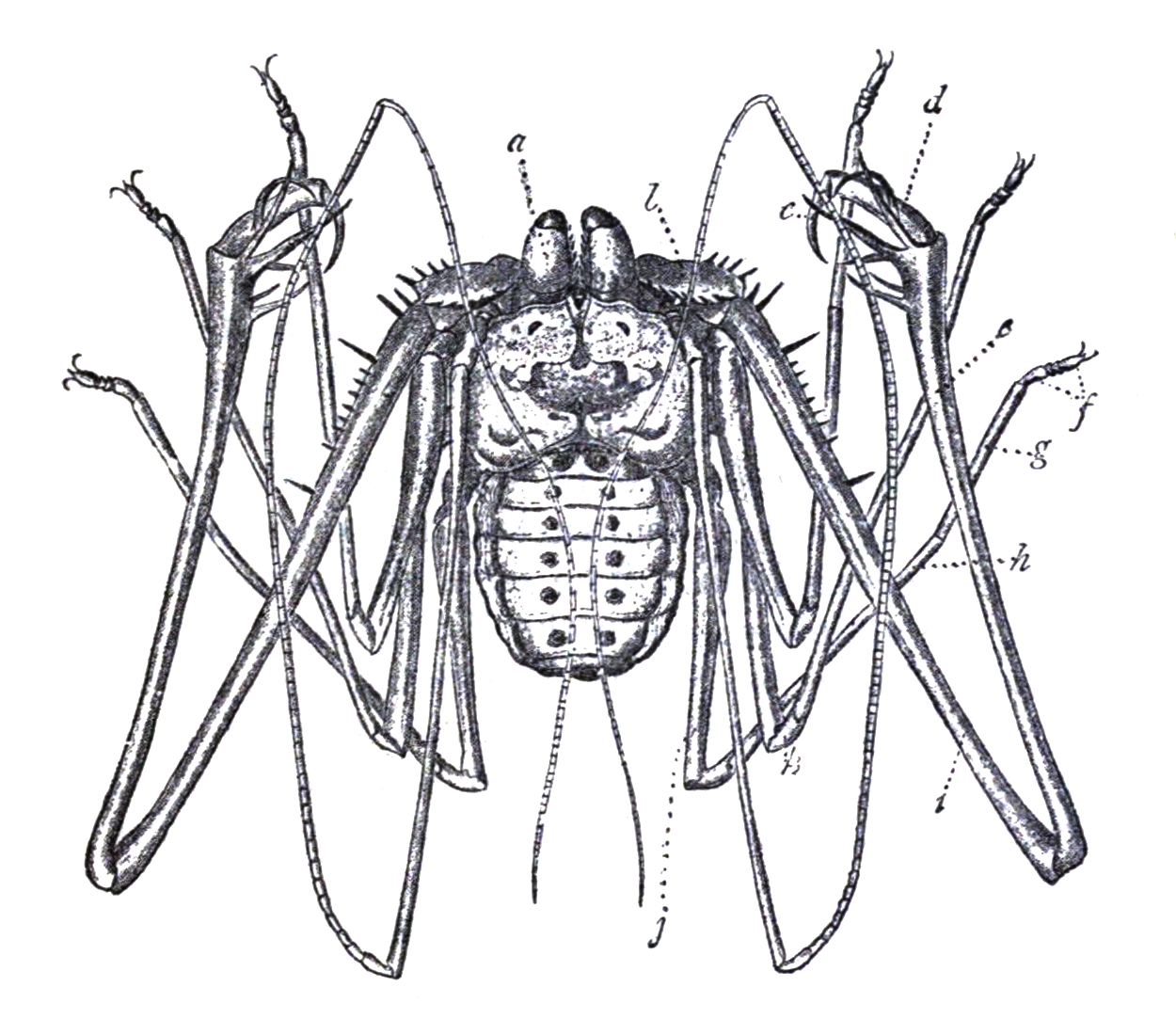
무편류의 형태.(R I Pocock, 1900)

몸은 납작하며 다리가 길다. 더듬이다리는 먹이를 붙잡기 위한 용도로 발달하였으며 안쪽에 가시가 있다. 첫째 다리쌍은 무척 길며 촉각의 구실을 한다. 나머지 다리는 걷는다리이며, 옆으로 퍼져 있다. 꼬리는 없다.

## 습성
게처럼 주로 옆으로 걸어다니며 행동이 느리다. 동굴이나 나무구멍, 바위 틈 등에 숨는다. 야행성이다.